# Système K
Pour plus de détails, voir Fiche technique et Distribution.
Système K est un film français réalisé par Renaud Barret et sorti en 2020. Ce documentaire constitué de témoignages porte sur les conditions précaires de la condition artistique et de la vie en général à Kinshasa, capitale de la République démocratique du Congo.

## Synopsis
Le film donne la parole à des plasticiens et des performeurs de Kinshasa, témoignant des conditions de la créativité dans un environnement précaire et leur attachement à la liberté d'expression. Par l'utilisation de matériaux de récupération ou des performances provocantes, les artistes expriment leur indignation face à au délabrement de la ville et la situation chaotique du pays. Ils mettent également en exergue l'art de la débrouillardise et l’inventivité locales, ainsi que l’ancrage de ces pratiques artistiques dans le quotidien des habitants. Freddy Tsimba, connu internationalement, monte par exemple une maison de machettes sur une petite place du quartier de Matonge, ce qui suscite la curiosité des badauds pour cette case composée d'un objet à la fois tragique et familier. Selon les mots de ce dernier, ces nouveaux artistes « récupèrent et recyclent les déchets d’une consommation à laquelle ils n’ont pas accès ».

## Fiche technique
- Titre : Système K
- Réalisation : Renaud Barret
- Scénario : Renaud Barret
- Photographie : Renaud Barret
- Son : Renaud Barret et Paul Shemisi
- Montage : Jules Lahana
- Production : Les Films en vrac - La Belle Kinoise[3]
- Pays :  France
- Genre : documentaire
- Durée : 94 minutes
- Date de sortie : France - 15 janvier 2020
- avec les plasticiens[4] :
  - KOKOKO!
  - Freddy Tsimba
  - Eddy Ekete
  - Love Lokombe Amundala
  - Benito Baras
  - Michel Ekeba
  - Junior Mungongu
  - Floryan Sinandanku
  - Fabrice Strombo Kayumba
  - Géraldine Tobe
  - Yas Ilunga
  - Yannos Majestikos
  - Billy Kill Bill Mukinayi
  - Éric Androa Mindre Kolo

## Distinction
- Berlinale 2019 : mention spéciale Peace Film[5]